# Bacteriocina
Les bacteriocines són un subconjunt de proteïnes i pèptids antimicrobians produïts pels bacteris. Generalment, són petits pèptids de mida inferior a 10 kDA, amfipàtics amb càrrega neta positiva que interaccionen amb les membranes bacterianes provocant la mort cel·lular.
Les bacteriocines van ser descobertes per André Gratia el 1925, quan es trobava investigant mètodes per matar bacteris. Gratia va anomenar al seu primer descobriment colicina perquè actuava contra Escherichia coli.
En alimentació, s'utilitzen les bacteriocines produïdes per bacteris acidolàctics, els quals són grampositiu. Se sintetitzen al ribosoma i poden tenir una modificació després de la traducció i s'alliberen a l'exterior de la cèl·lula. Les bacteriocines causen la destrucció de bacteris que estan estretament relacionats amb el microorganisme productor per tant, en el cas de les bacteriocines produïdes per bacteris acidolàctics, l'activitat antimicrobiana està limitada a altres bacteris grampositius. El mode d'acció d'aquests compostos bactericides consisteix a destruir l'estructura de la bicapa lipídica de la membrana cel·lular del microorganisme, el que causa la pèrdua d'alguns continguts citoplasmàtics. Tot i això, algunes bacteriocines no destrueixen els bacteris susceptibles, sinó que tenen un mode d'acció bacteriostàtic, és a dir, inhibeixen el creixement sense causar la mort. Les soques productores tenen un mecanisme d'autoprotecció contra les pròpies bacteriocines. Se sap que són ineficaces contra patògens gramnegatius i fongs.
Molts estudis han mostrat que els valors més alts de bacteriocina s'obtenen amb valors de pH i temperatures més baixos que els òptims per al creixement dels bacteris.

## Classificació
Les bacteriocines produïdes per bacteris acidolàctics es classifiquen en tres grups:
- Classe I o lantibiòtics: Són petits pèptids sintetitzats al ribosoma que tenen una gran modificació després de la traducció. Contenen residus de lantionina i de β-metil lantionina i alguns aminoàcids deshidratats. En aquesta classe es troba la lacticina, la mersacidina i la nisina. La nisina és l'única bacteriocina acceptada com a conservant i està inclosa a la llista d'additius de la Unió Europea amb el número E-234.[12]
- Classe II: Són petits pèptids termoestables sintetitzats al ribosoma amb la diferència que no són modificats després de la traducció. Hi ha tres subclasses en les quals es troben les bacteriocines similars a la pediocina, les bacteriocines de dos pèptids, com l'enterocina, i les bacteriocines circulars.
- Classe III o bacteriolisines: Són proteïnes grans i termolàbils amb un mecanisme d'acció diferent de les altres bacteriocines, ja que lisen la cèl·lula mitjançant la hidròlisi de la paret cel·lular. Un exemple és la lisostafina.